# Go Trabi Go
Go Trabi Go – Die Sachsen kommen (Hai mișcă Trabant, vin saxonii) este un film de comedie german, produs în 1991 în regia lui Peter Timm. În anul 1992 a fost turnat filmul următor Go Trabi Go 2 – Das war der wilde Osten (Hai trabant 2 - acesta a fost estul sălbatic).

## Acțiune
Acțiunea are loc la scurt timp după Reunificarea Germaniei. Udo Struutz, împreună cu soția sa Rita și fiica Jacqueline pornesc cu Trabantul lor, numit „Schorsch,“ pe urmele lui Goethe spre Neapole. Călătoria lor este plină de peripeții hazlii și numeroase pene de motor. Ajunși în Roma, lui Udo i se fură aparatul de fotografiat, care era împrumutat de la bunicul. Rita și Jacqueline reușesc să ia de la hoț nu numai aparatul de fotografiat ci și un portofel plin cu bani. Rita care vrea să i se restituie păgubașului banii furați, nu este înțeleasă de poliția italiană, se resemnează și păstrează banii. Acum fetele pot să-și permită să înnopteze într-un hotel luxos, în timp ce Udo hoinărește pe străzile Romei împreună cu Schorsch și patru italience. Pe serpentinele care urcă spre Vezuviu, opresc pentru a fotografia peisajul. Trabantul nefiind bine parcat se rostogolește într-o prăpastie. Familia își continuă drumul cu Schorsch devenit mașină cabrio.

## Distribuție
- Wolfgang Stumph — Udo Struutz
- Claudia Schmutzler — Jacqueline Struutz
- Marie Gruber — Rita Struutz
- Dieter Hildebrandt — Kfz-Meister
- Ottfried Fischer — Bernd Amberger
- Diether Krebs — Fernfahrer
- Konstantin Wecker — Playboy
- Billie Zöckler — Gerda Amberger
- Barbara Valentin — Frau Gamshuber
- André Eisermann — Alfons Amberger
- Monika Baumgartner — Vânzătoare

## Distincții
- 199 — nominalizat pentru Premiul Cinematografic german

## Muzica filmului
1. Westward Ho - John Parr (4:38)
2. Gates Of Eden  - Eena (4:38)
3. Questa Notte - Francesco Napoli (3:28)
4. Trabi Goes To Napoli (Instrumental) - Westlake Orchestra (4:20)
5. Due Ragazze In Me - Gianna Nannini (3:44)
6. White Doves Have Crossed The Borders - John Parr (3:47)
7. Lady Of My Heart - Taco (3:58)
8. Keep On Running - The Real Voices Of Milli Vanilli (4:08)
9. Jacqueline's Song - Claudia Schmutzler (3:02)
10. Solo Con Te - Eros Ramazzotti (5:01)
11. Lover Boy - Gabriela Di Rosa (3:35)
12. Lady Of My Heart (Hollywood String Version Instrumental) - Westlake Orchestra (3:58)